# Denis Kang
Denis Kang, född 17 september 1977 i Saint-Pierre och Miquelon, är en kanadensisk MMA-utövare som tävlar i mellanviktsklassen. Kang har vunnit över 30 professionella MMA-matcher och tävlat i bland annat UFC och Pride. Han gick sju matcher i Pride där hans enda förlust kom i finalen av welterweight grand prix-turneringen 2006. Kang har svart bälte i brasiliansk jiu-jitsu.
Kang gick sin första professionella MMA-match den 2 augusti 1998 och tävlade i början i bland annat Bas Rutten Invitational och Pancrase. Efter att under sina första 14 matcher vunnit 7 och förlorat 7 var Kang sedan obesegrad i sina nästkommande 23 (21 vinster, en oavgjord och en no contest) mellan april 2003 och november 2006. Hans nästa förlust kom i finalen av Prides Welterviktturnering den 5 november 2006 då han förlorade mot Kazuo Misaki. På vägen till finalen hade Kang bland annat besegrat Murilo Rua och Akihiro Gono.
Den 17 januari 2009 debuterade Kang i UFC vid UFC 93 då han förlorade mot Alan Belcher. På UFC 105 den 14 november 2009 förlorade han mot Michael Bisping på teknisk knockout i den andra ronden. Den 9 december 2009 meddelade UFC att man valt att inte skriva nytt kontrakt med Kang efter att denna vunnit en och förlorat två matcher i organisationen.